# Nikola Stevanović
Nikola Stevanović (in serbo Никола Стевановић?; Niš, 13 settembre 1998) è un calciatore serbo, difensore dell'U Craiova.

## Caratteristiche tecniche
È un difensore centrale.

## Carriera

### Club
Cresciuto nel settore giovanile del Radnički Niš, ha esordito in prima squadra il 2 marzo 2016 disputando l'incontro di Coppa di Serbia perso 2-0 contro il Partizan.

### Nazionale
Nel 2021 ha giocato la sua unica partita in carriera con la nazionale serba.